# Reijola
Reijola est un district résidentiel de l'ouest d'Helsinki, la capitale finlandaise. Il est divisé en 3 quartiers : Laakso à l'est, Meilahti au sud-ouest et Ruskeasuo au nord.

## Population
Le district de Reijola (en finnois : Reijolan peruspiiri) a 15425 habitants (au 1.1.2008) et offre 20898 emplois(fin 2005). 
Haaga a une superficie de 4,34 km2.